# قبیبه، قنا
قبیبه (به عربی: القبيبة)، روستایی از توابع فرشوط در استان قنا و کشور مصر است.

## جمعیت
براساس سرشماری سال ۲۰۰۶ مصر، جمعیت آن ۶۸۱۶ نفر(۳۵۰۰ مرد و  ۳۳۱۶ زن) بوده‌است.